# Benito Raman
Benito Raman, né le 7 novembre 1994 à Gand, est un footballeur international belge qui joue au poste d'attaquant au KV Malines.

## Biographie

### En club

#### Jeunesse et formation (1998-2011)
À l'âge de quatre ans, Benito Raman rejoint le Cercle Melle (nl). Six mois plus tard, il est transféré au SK Munkzwalm où il impressionne, notamment en 2001 lors du tournoi de Pâques du SK Semmerzake lors duquel il est élu meilleur joueur du tournoi. Un an plus tard, il est recruté par la La Gantoise, un club de première division. Chez les jeunes, il est élu meilleur joueur du tournoi européen des moins de 15 ans, devient meilleur buteur du tournoi des moins de 16 ans à Poperinge, en 2009 il est élu meilleur joueur de La Gantoise chez les U16 et, en 2010, il est élu meilleur joueur de La Gantoise chez les U17.
Raman peut alors compter sur l'intérêt du Club Bruges KV et du RSC Anderlecht en Belgique mais aussi, à l'étranger, du TSG Hoffenheim, de l'Inter Milan et surtout d'Aston Villa. L'accord avec Aston Villa était, de son propre aveu, pratiquement conclu, mais Gunther Schepens réussit à le convaincre de rester à Gand.

#### Débuts à La Gantoise et prêts successifs (2011-2016)

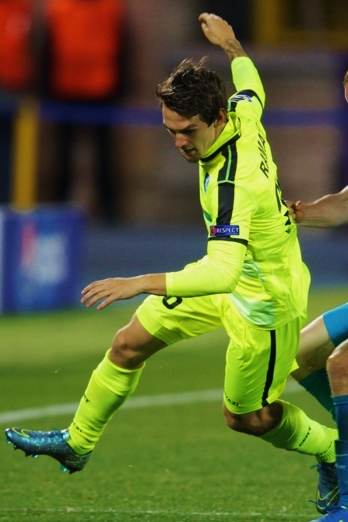
Benito Raman face au Zénith en Ligue des champions.

Benito Raman fait ses débuts professionnel le 11 septembre 2011 face à Zulte Waregem (victoire 1-3), en rentrant en jeu en fin de rencontre. Après 18 mois dans le noyau A gantois, il est prêté au Beerschot une demi-saison, afin d'engranger du temps de jeu. Le jeune attaquant plante cinq buts en onze matchs. 
Son retour à Gand est temporaire, puisqu'il est immédiatement prêté au KV Courtrai. Chez les Kerels, Raman progresse et collabore avec Hein Van Haezebrouck, qui prend les rênes de La Gantoise, et décide de garder le joueur dans son effectif pour la saison 2014-2015. Il prend une place de choix dans le titre gantois, inscrivant neuf buts en trente-cinq matches. 
Le 16 septembre 2015, il dispute son premier match en Ligue des champions face à l'Olympique lyonnais en remplaçant Moses Simon à la 69e minute (1-1). Titulaire important lors de la première moitié de saison, Raman dérape après le match contre Courtrai : au micro du stade, il entonne un chant anti-brugeois, jugé homophobe. Écarté temporairement par son club, il est également suspendu un match par la fédération. Le ressort semble cassé, et Raman finit la saison en prêt à Saint-Trond, ou il inscrit un seul but lors d'un partage face à Lokeren.

#### Standard de Liège (2016-2017)
Le 27 juillet 2016, il s'engage avec le Standard de Liège. Pour sa première saison, il dispute 31 matchs et inscrit 6 buts, dont un en Ligue Europa lors du partage contre l'Ajax (1-1).
La fin de saison liégeoise se passe en playoffs 2, et le joueur est progressivement écarté. La saison suivante, il ne joue qu'un seul match avant d'être prêté à la fin du mercato estival au Fortuna Düsseldorf.

#### Fortuna Düsseldorf (2017-2019)
Le 31 août 2017, il est prêté au Fortuna Düsseldorf avec option d'achat. Sa première saison est de qualité, il inscrit 10 buts et délivre 3 passes décisives en 29 matchs. Il est champion de D2 allemande à l'issue de la saison. Le 1er juillet 2018, il est définitivement transféré au Fortuna Düsseldorf, tout juste promu en Bundesliga, pour un montant de 1,5 million d'euros. Il y signe un contrat de 4 ans.
Il inscrit son premier but en Bundesliga le 25 août 2018 lors de la première journée de championnat face au FC Augsbourg (défaite 1-2). Le 10 novembre 2018, il inscrit un doublé face au Hertha Berlin (victoire 4-1). Le 6 avril 2019 il récidive, encore une fois face au Hertha Berlin (victoire 1-2).
En fin de saison, après 10 buts inscrits en Bundesliga et un maintien obtenu avec le Tuna, il est suivi de très près par le Borussia Mönchengladbach, le VfL Wolfsburg et Burnley, ainsi que par Arsenal et Everton.

#### Schalke 04 (2019-2021)
Le 5 juillet 2019, après de longues négociations avec le Fortuna Düsseldorf, Schalke 04 annonce officiellement la signature de Raman. Le montant du transfert est de 6,5 millions d'euros.
Il dispute son premier match avec Schalke le 17 août 2019 face au Borussia Mönchengladbach dans le cadre de la première journée de Bundesliga (0-0).

#### RSC Anderlecht (2021-2024)
À la suite de la descente du FC Schalke 04 en Bundesliga 2, Benito Raman signe à un contrat portant sur 3 saisons au Sporting d'Anderlecht. 

### En sélections nationales
Entre 2009 et 2012, Raman est sélectionné avec l'Équipe de Belgique des moins de 15 ans, des moins de 17 ans, des moins de 18 ans, et des moins de 19 ans.
Le 12 novembre 2014, il participe à son premier match et marque son premier but avec les espoirs face à l'Espagne (victoire 1-4).
Le 30 août 2019, il est convoqué pour la première fois en Équipe de Belgique par Roberto Martínez pour affronter Saint-Marin et l'Écosse. Il reçoit sa première sélection le 9 septembre 2019 face à l'Écosse en remplaçant Thomas Meunier à la 90e minute (victoire 0-4).

## Statistiques

### En club
| Saison                | Club                      | Championnat           | Championnat | Championnat | Championnat | Coupe(s) nationale(s) | Coupe(s) nationale(s) | Coupe(s) nationale(s) | Supercoupe | Supercoupe | Supercoupe | Compétition(s) continentale(s) | Compétition(s) continentale(s) | Compétition(s) continentale(s) | Compétition(s) continentale(s) | Autres compétitions | Autres compétitions | Autres compétitions | Autres compétitions | Total | Total | Total |
| Saison                | Club                      | Division              | M.          | B.          | P.d.        | M.                    | B.                    | P.d.                  | M.         | B.         | P.d.       | Comp.                          | M.                             | B.                             | P.d.                           | Comp.               | M.                  | B.                  | P.d.                | M.    | B.    | P.d.  |
| 2011-2012             | KAA La Gantoise           | Division 1            | 6           | 0           | 1           | 0                     | 0                     | 0                     | -          | -          | -          | -                              | -                              | -                              | -                              | PO1+BE              | 0+1                 | 0+0                 | 0+0                 | 7     | 0     | 1     |
| 2012-2013             | KAA La Gantoise           | Division 1            | 4           | 0           | 0           | 1                     | 1                     | 0                     | -          | -          | -          | C3                             | 1                              | 0                              | 0                              | PO2+BE              | -                   | -                   | -                   | 6     | 1     | 0     |
| 2014-2015             | KAA La Gantoise           | Division 1            | 24          | 7           | 4           | 4                     | 1                     | 0                     | -          | -          | -          | -                              | -                              | -                              | -                              | PO1                 | 7                   | 1                   | 0                   | 35    | 9     | 4     |
| 2015-2016             | KAA La Gantoise           | Division 1            | 13          | 3           | 1           | 2                     | 2                     | 1                     | 1          | 0          | 0          | C1                             | 4                              | 0                              | 0                              | PO1                 | -                   | -                   | -                   | 20    | 5     | 2     |
| Sous-total            | Sous-total                | Sous-total            | 47          | 10          | 6           | 7                     | 4                     | 1                     | 1          | 0          | 0          | -                              | 5                              | 0                              | 0                              | -                   | 8                   | 1                   | 0                   | 68    | 15    | 7     |
| 2012-2013             | Beerschot AC (prêt)       | Division 1            | 7           | 3           | 0           | -                     | -                     | -                     | -          | -          | -          | -                              | -                              | -                              | -                              | PO3                 | 4                   | 2                   | 0                   | 11    | 5     | 0     |
| 2013-2014             | KV Courtrai (prêt)        | Division 1            | 23          | 3           | 4           | 3                     | 1                     | 1                     | -          | -          | -          | -                              | -                              | -                              | -                              | PO2                 | 7                   | 1                   | 1                   | 33    | 5     | 6     |
| 2015-2016             | Saint-Trond VV (prêt)     | Division 1            | 6           | 0           | 0           | -                     | -                     | -                     | -          | -          | -          | -                              | -                              | -                              | -                              | PO2                 | 4                   | 1                   | 0                   | 10    | 1     | 0     |
| 2016-2017             | Standard de Liège         | Division 1A           | 21          | 4           | 1           | 1                     | 1                     | 0                     | -          | -          | -          | C3                             | 5                              | 1                              | 0                              | PO2                 | 4                   | 0                   | 0                   | 31    | 6     | 1     |
| 2017-2018             | Standard de Liège         | Division 1A           | 1           | 0           | 0           | -                     | -                     | -                     | -          | -          | -          | -                              | -                              | -                              | -                              | PO1                 | -                   | -                   | -                   | 1     | 0     | 0     |
| Sous-total            | Sous-total                | Sous-total            | 22          | 4           | 1           | 1                     | 1                     | 0                     | -          | -          | -          | -                              | 5                              | 1                              | 0                              | -                   | 4                   | 0                   | 0                   | 32    | 6     | 1     |
| 2017-2018             | Fortuna Düsseldorf (prêt) | 2. Bundesliga         | 28          | 10          | 3           | 1                     | 0                     | 0                     | -          | -          | -          | -                              | -                              | -                              | -                              | -                   | -                   | -                   | -                   | 29    | 10    | 3     |
| 2018-2019             | Fortuna Düsseldorf        | Bundesliga            | 30          | 10          | 4           | 2                     | 1                     | 1                     | -          | -          | -          | -                              | -                              | -                              | -                              | -                   | -                   | -                   | -                   | 32    | 11    | 5     |
| Sous-total            | Sous-total                | Sous-total            | 58          | 20          | 7           | 3                     | 1                     | 1                     | -          | -          | -          | -                              | -                              | -                              | -                              | -                   | -                   | -                   | -                   | 61    | 21    | 8     |
| 2019-2020             | Schalke 04                | Bundesliga            | 25          | 4           | 4           | 3                     | 3                     | 0                     | -          | -          | -          | -                              | -                              | -                              | -                              | -                   | -                   | -                   | -                   | 28    | 7     | 4     |
| 2020-2021             | Schalke 04                | Bundesliga            | 25          | 2           | 0           | 2                     | 3                     | 0                     | -          | -          | -          | -                              | -                              | -                              | -                              | -                   | -                   | -                   | -                   | 27    | 5     | 0     |
| Sous-total            | Sous-total                | Sous-total            | 50          | 6           | 4           | 5                     | 6                     | 0                     | -          | -          | -          | -                              | -                              | -                              | -                              | -                   | -                   | -                   | -                   | 55    | 12    | 4     |
| 2021-2022             | RSC Anderlecht            | Division 1A           | 32          | 9           | 5           | 5                     | 1                     | 0                     | -          | -          | -          | C4                             | 4                              | 2                              | 1                              | PO1                 | 3                   | 0                   | 0                   | 44    | 12    | 6     |
| 2022-2023             | RSC Anderlecht            | Division 1A           | 22          | 5           | 2           | 1                     | 0                     | 0                     | -          | -          | -          | C4                             | 11                             | 1                              | 0                              | -                   | -                   | -                   | -                   | 34    | 6     | 2     |
| 2023-2024             | RSC Anderlecht            | Division 1A           | 10          | 0           | 0           | 1                     | 1                     | 0                     | -          | -          | -          | -                              | -                              | -                              | -                              | -                   | -                   | -                   | -                   | 11    | 1     | 0     |
| Sous-total            | Sous-total                | Sous-total            | 64          | 14          | 7           | 7                     | 2                     | 0                     | -          | -          | -          | -                              | 15                             | 3                              | 1                              | -                   | 3                   | 0                   | 0                   | 89    | 19    | 8     |
| 2023-2024             | Samsunspor                | Süper Lig             | 11          | 0           | 1           | -                     | -                     | -                     | -          | -          | -          | -                              | -                              | -                              | -                              | -                   | -                   | -                   | -                   | 11    | 0     | 1     |
| 2024-2025             | KV Malines                | Division 1A           | 24          | 13          | 0           | 2                     | 2                     | 0                     | -          | -          | -          | -                              | -                              | -                              | -                              | PO2                 | 8                   | 0                   | 3                   | 34    | 15    | 3     |
| 2025-2026             | KV Malines                | Division 1A           | 2           | 1           | 1           | -                     | -                     | -                     | -          | -          | -          | -                              | -                              | -                              | -                              | -                   | -                   | -                   | -                   | 2     | 1     | 1     |
| Sous-total            | Sous-total                | Sous-total            | 26          | 14          | 1           | 2                     | 2                     | 0                     | -          | -          | -          | -                              | -                              | -                              | -                              | -                   | 8                   | 0                   | 3                   | 36    | 16    | 4     |
| Total sur la carrière | Total sur la carrière     | Total sur la carrière | 314         | 74          | 31          | 28                    | 17                    | 3                     | 1          | 0          | 0          | -                              | 25                             | 4                              | 1                              | -                   | 38                  | 5                   | 4                   | 406   | 100   | 39    |

### En sélections nationales
| Saison                | Sélection             | Phases finales        | Phases finales | Phases finales | Phases finales | Éliminatoires CDM | Éliminatoires CDM | Éliminatoires CDM | Éliminatoires EURO | Éliminatoires EURO | Éliminatoires EURO | Ligue des Nations | Ligue des Nations | Ligue des Nations | Matchs amicaux | Matchs amicaux | Matchs amicaux | Total | Total | Total |
| Saison                | Sélection             | Compétition           | M              | B              | Pd             | M                 | B                 | Pd                | M                  | B                  | Pd                 | M                 | B                 | Pd                | M              | B              | Pd             | M     | B     | Pd    |
| --------------------- | --------------------- | --------------------- | -------------- | -------------- | -------------- | ----------------- | ----------------- | ----------------- | ------------------ | ------------------ | ------------------ | ----------------- | ----------------- | ----------------- | -------------- | -------------- | -------------- | ----- | ----- | ----- |
| 2019-2020             | Belgique              | -                     | -              | -              | -              | -                 | -                 | -                 | 1                  | 0                  | 0                  | -                 | -                 | -                 | -              | -              | -              | 1     | 0     | 0     |
| Total sur la carrière | Total sur la carrière | Total sur la carrière | -              | -              | -              | -                 | -                 | -                 | 1                  | 0                  | 0                  | -                 | -                 | -                 | -              | -              | -              | 1     | 0     | 0     |

### Matchs internationaux
| Matchs internationaux de Benito Raman, | Matchs internationaux de Benito Raman, | Matchs internationaux de Benito Raman, | Matchs internationaux de Benito Raman, | Matchs internationaux de Benito Raman, | Matchs internationaux de Benito Raman, | Matchs internationaux de Benito Raman, | Matchs internationaux de Benito Raman,                            |
| #                                      | Date                                   | Lieu                                   | Adversaire                             | Résultat                               | Compétition                            | Club                                   | Notes                                                             |
| -------------------------------------- | -------------------------------------- | -------------------------------------- | -------------------------------------- | -------------------------------------- | -------------------------------------- | -------------------------------------- | ----------------------------------------------------------------- |
| 1                                      | 9 septembre 2019                       | Hampden Park, Glasgow, Écosse          | Écosse                                 | V 4 - 0                                | Éliminatoires de l'Euro 2020           | Schalke 04                             | Entre en jeu à la place de Thomas Meunier à la 90e minute de jeu. |

## Palmarès

### En club
| KAA La Gantoise - Championnat de Belgique (1) : - Champion : 2015. - Supercoupe de Belgique (1) : - Vainqueur : 2015. |  | Fortuna Düsseldorf - Championnat d'Allemagne de deuxième division (1) : - Champion : 2018. |  | RSC Anderlecht - Coupe de Belgique : - Finaliste : 2022. |

## Controverse
Benito Raman, joueur de La Gantoise, a été suspendu pour trois rencontres dont deux avec sursis, coupable d'un dérapage verbal au micro du stade à l'issue de la rencontre entre La Gantoise et Courtrai (3-0) lors de la 20e journée de Jupiler Pro League[Quand ?]. Le joueur devra également s'acquitter d'une amende de 1 200 €. Il avait lancé le 20 décembre dernier au groupe de supporters de la Ghelamco Arena en visant ceux du Club Bruges un « alle boeren zijn homo's »,.